# Zlarin (naselje)
Zlarin je naselje z manjšim pristaniščem na severno-dalmatinskem otoku Zlarinu (Hrvaška), ki upravno spada pod mesto Šibenik Šibeniško-kninske županije.

## Geografija
Edino otoško naselje ima pristan. Kraj leži ob zalivu Luka Zlarin na severni obali otoka. Naselje ima kopališče s peščeno plažo.
V pristanu leži okoli 130 m dolg pomol, na koncu katerega stoji svetilnik, ki oddaja svetlobni signal: B Bl 3s. Na pomolu lahko pristajajo plovila iz obeh strani. Pristajanje na zunanji strani pomola, pa je lahko ob močnem vetru nevarno. Pristan je odprt severozahodnim vetrovom., zavarovan pa pred burjo in jugom. Privezi na pomolu imajo priključke za elektriko in vodo. Globina morja ob pomolu je 3 do 5 m.
Za pomolom, okoli dna zaliva, ki ima obliko črke U, leži še 5 manjših pomolčkov. Globina morja priti dnu zaliva vse bolj pada in v dnu zaliva doseže globino 1 m. Pred glavnim pomolom stoji še en krajši okoli 25 m dolg pomol pri katerem je globina morja 2 m. Na tem pomolu stoji 5 tonsko dvigalo.

## Naselja
K edinemu naselju na otoku - Zlarinu, pripada še zaselek Borovica.

## Prebivalstvo
Skupaj živi v naselju okoli 500 prebivalcev.
| Pregled števila prebivalcev po letih | Pregled števila prebivalcev po letih | Pregled števila prebivalcev po letih | Pregled števila prebivalcev po letih | Pregled števila prebivalcev po letih | Pregled števila prebivalcev po letih | Pregled števila prebivalcev po letih | Pregled števila prebivalcev po letih | Pregled števila prebivalcev po letih | Pregled števila prebivalcev po letih | Pregled števila prebivalcev po letih | Pregled števila prebivalcev po letih | Pregled števila prebivalcev po letih | Pregled števila prebivalcev po letih | Pregled števila prebivalcev po letih |
| ------------------------------------ | ------------------------------------ | ------------------------------------ | ------------------------------------ | ------------------------------------ | ------------------------------------ | ------------------------------------ | ------------------------------------ | ------------------------------------ | ------------------------------------ | ------------------------------------ | ------------------------------------ | ------------------------------------ | ------------------------------------ | ------------------------------------ |
| 1857                                 | 1869                                 | 1880                                 | 1890                                 | 1900                                 | 1910                                 | 1921                                 | 1931                                 | 1948                                 | 1953                                 | 1961                                 | 1971                                 | 1981                                 | 1991                                 | 2001                                 |
| 1643                                 | 3063                                 | 1684                                 | 1819                                 | 1829                                 | 1846                                 | 1980                                 | 1480                                 | 896                                  | 914                                  | 920                                  | 635                                  | 399                                  | 359                                  | 276                                  |

## Gospodarstvo
Domačini se ukvarjajo s pomorstvom, ribolovmin turizmom. V kraju stoji hotel »H.Koralj«. Možen je tudi najem počitniških sob in apartmajev.

## Zgodovina
Naselje je zgrajeno na ostankih naselja iz rimske dobe. Prvi prebivalci so se ukvarjali z nabiranjem koral. Pisni viri iz 1412 že omenjajo Zlarjane kot nabiralce koral. O stari otoški obrti obrti pričajo razstavljeni eksponati v malem krajevnem muzeju in bogato okrašeni oltarji v baročni župnijski cerkvi Uznesena Marijana postavljeni v 1740. Poleg župnijske cerkve so v naselju še tri cerkve: cerkev sv. Roka (1649), Gospe od Rašelja iz 15. stoletja in cerkev sv. Šimuna iz 17. stoletja.